# Johann Hugo von Orsbeck

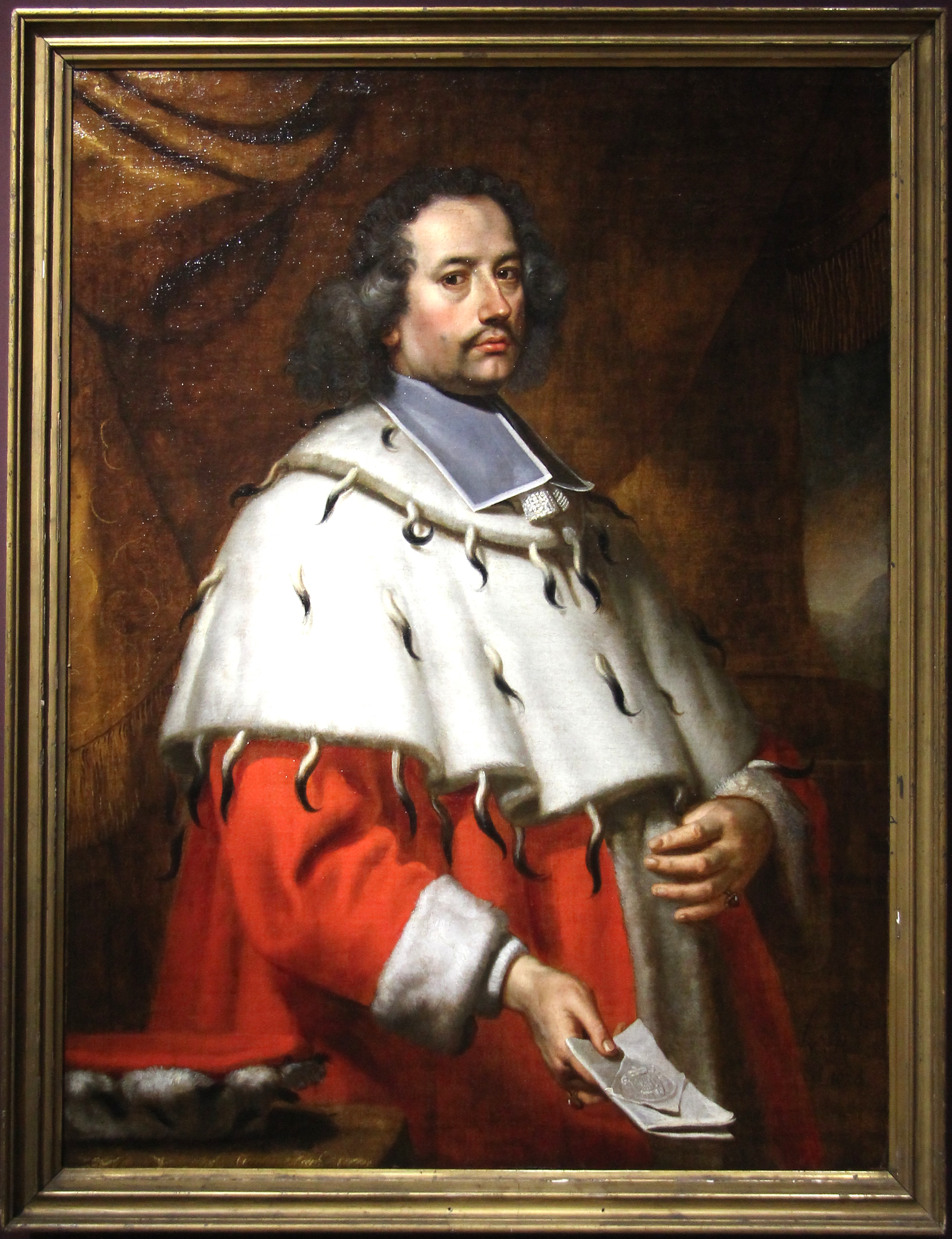
Jean-Hugo d’Orsbeck (1701)

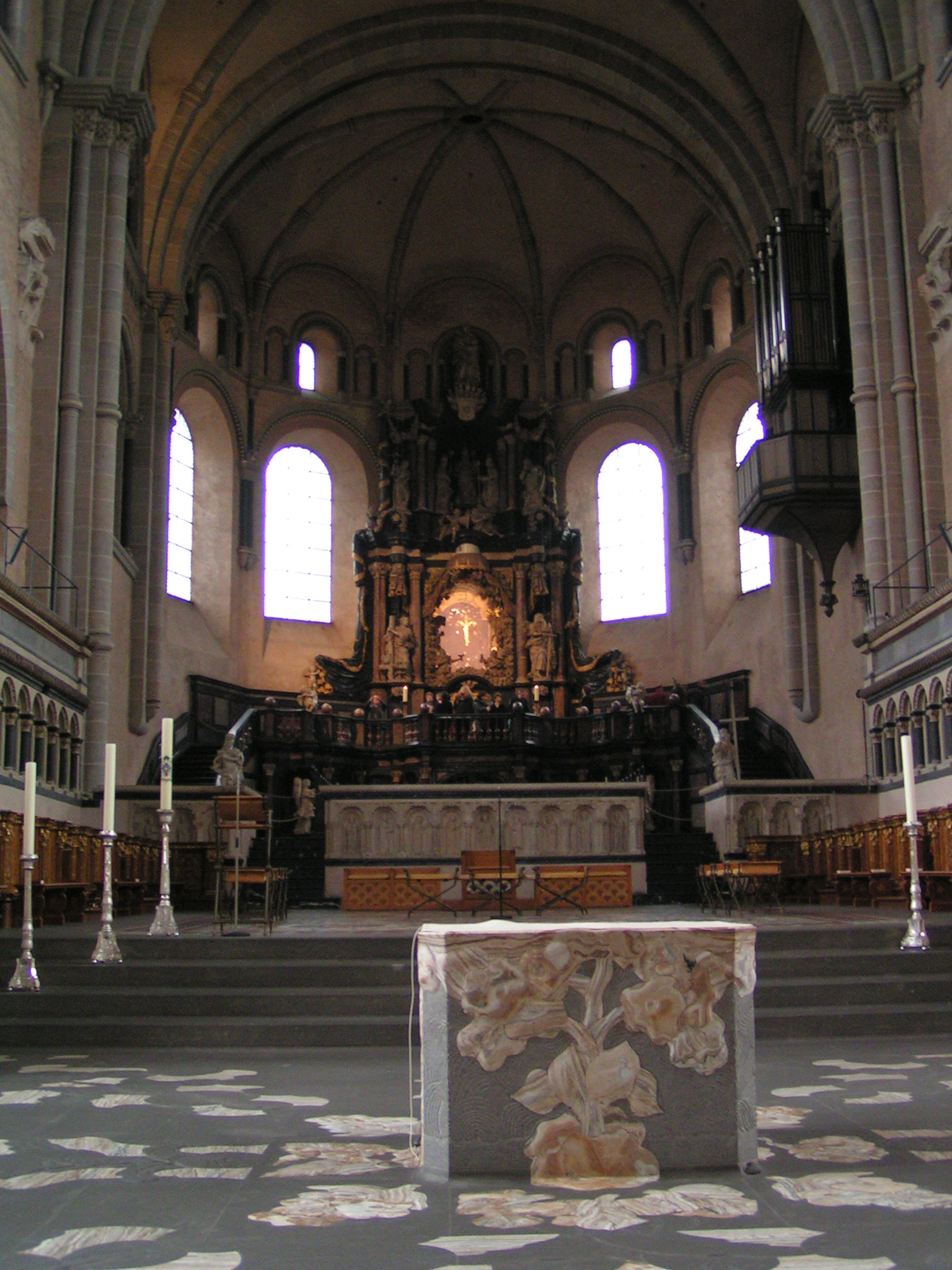
Le chœur orienté de la cathédrale de Trèves, avec ses escaliers menant à la salle illuminée du Trésor ; il fut réalisé sous le règne de l'évêque d'Orsbeck.

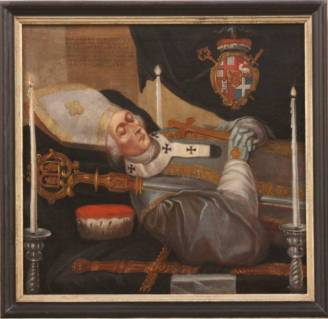
L'évêque Orsbeck sur son lit de mort.

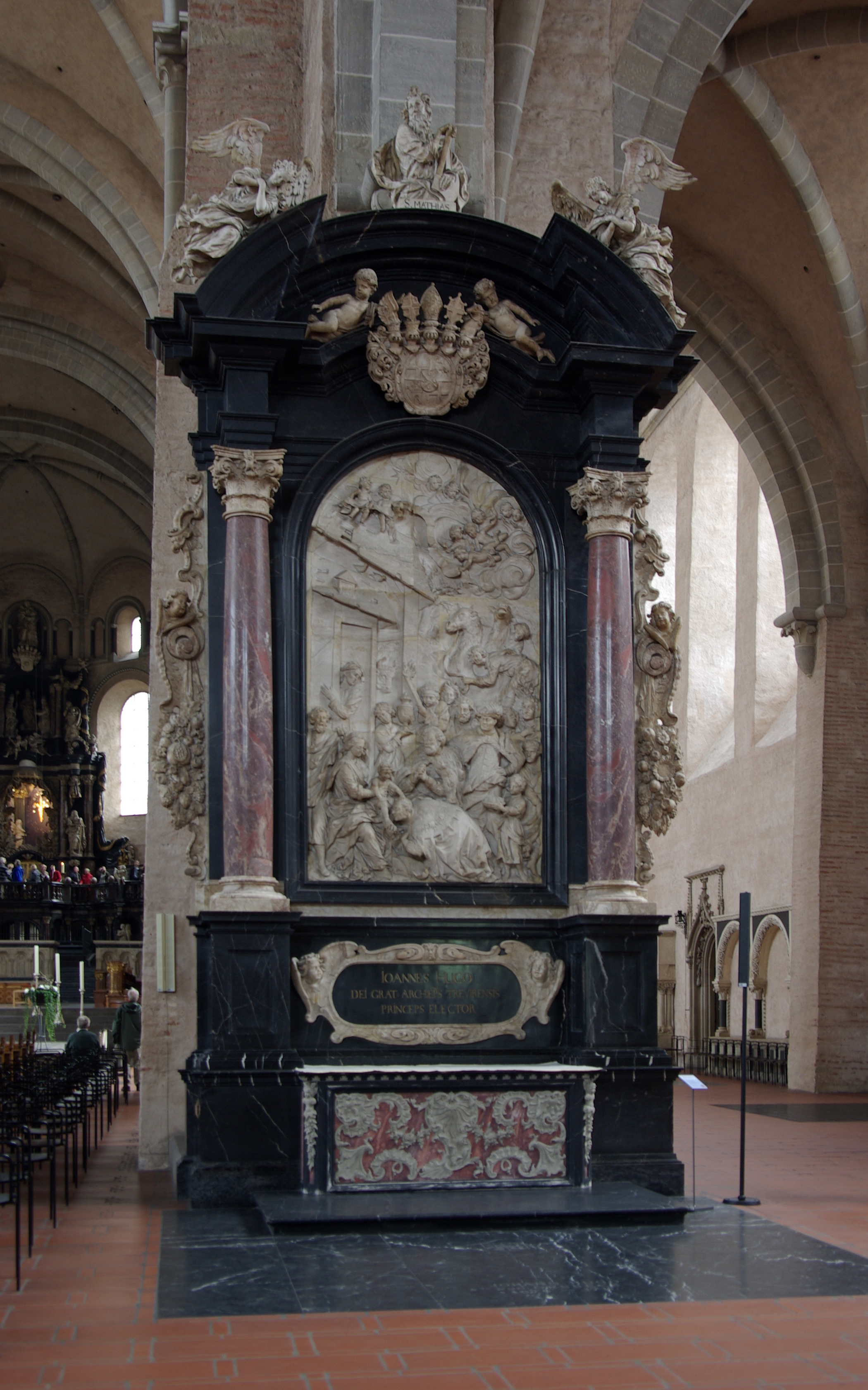
L'autel des Rois mages, stèle funéraire de l'évêque Orsbeck dans la cathédrale de Trèves.

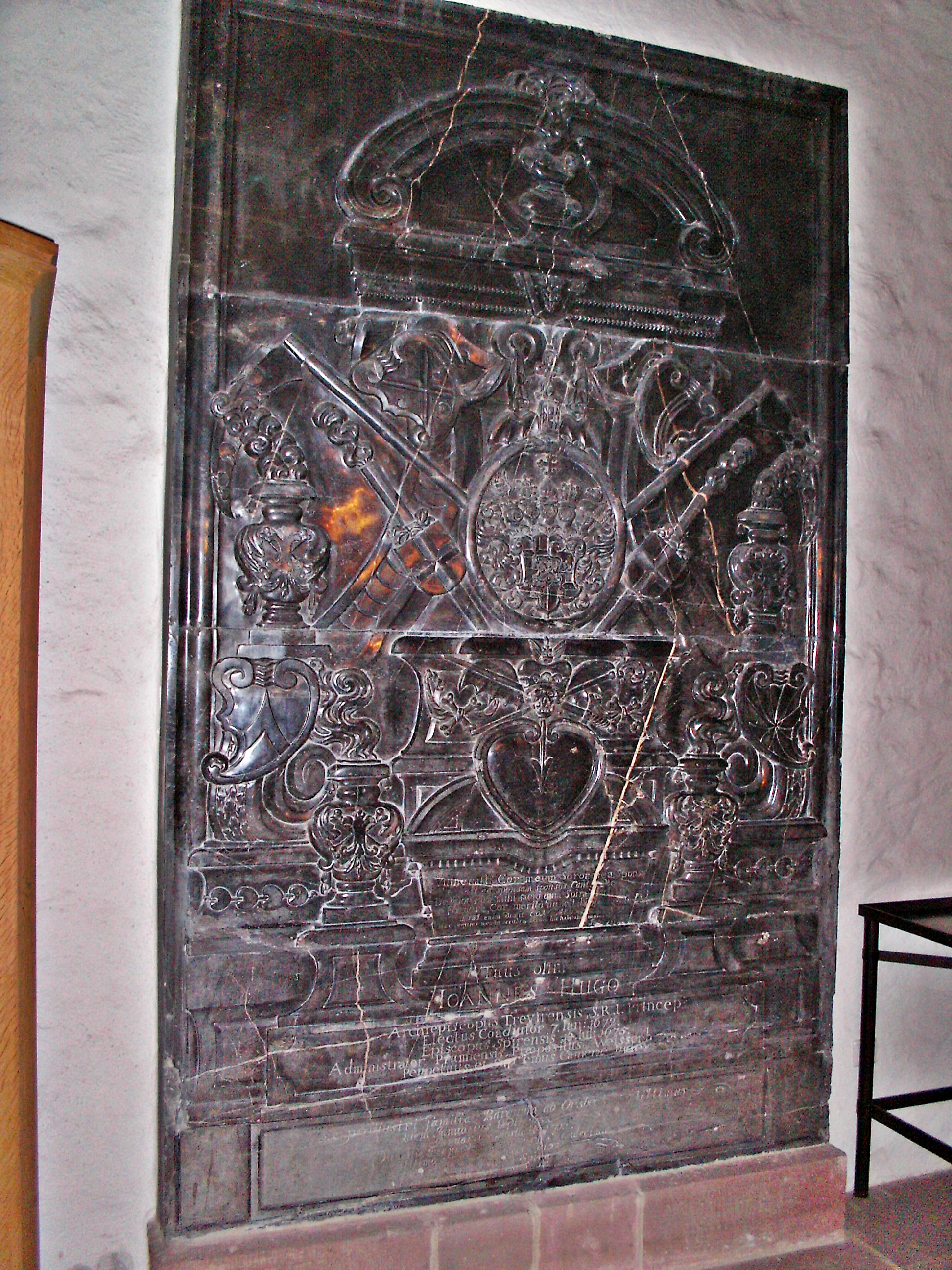
Châsse contenant le cœur de l'évêque dans la chapelle Sainte-Catherine de la cathédrale de Spire.

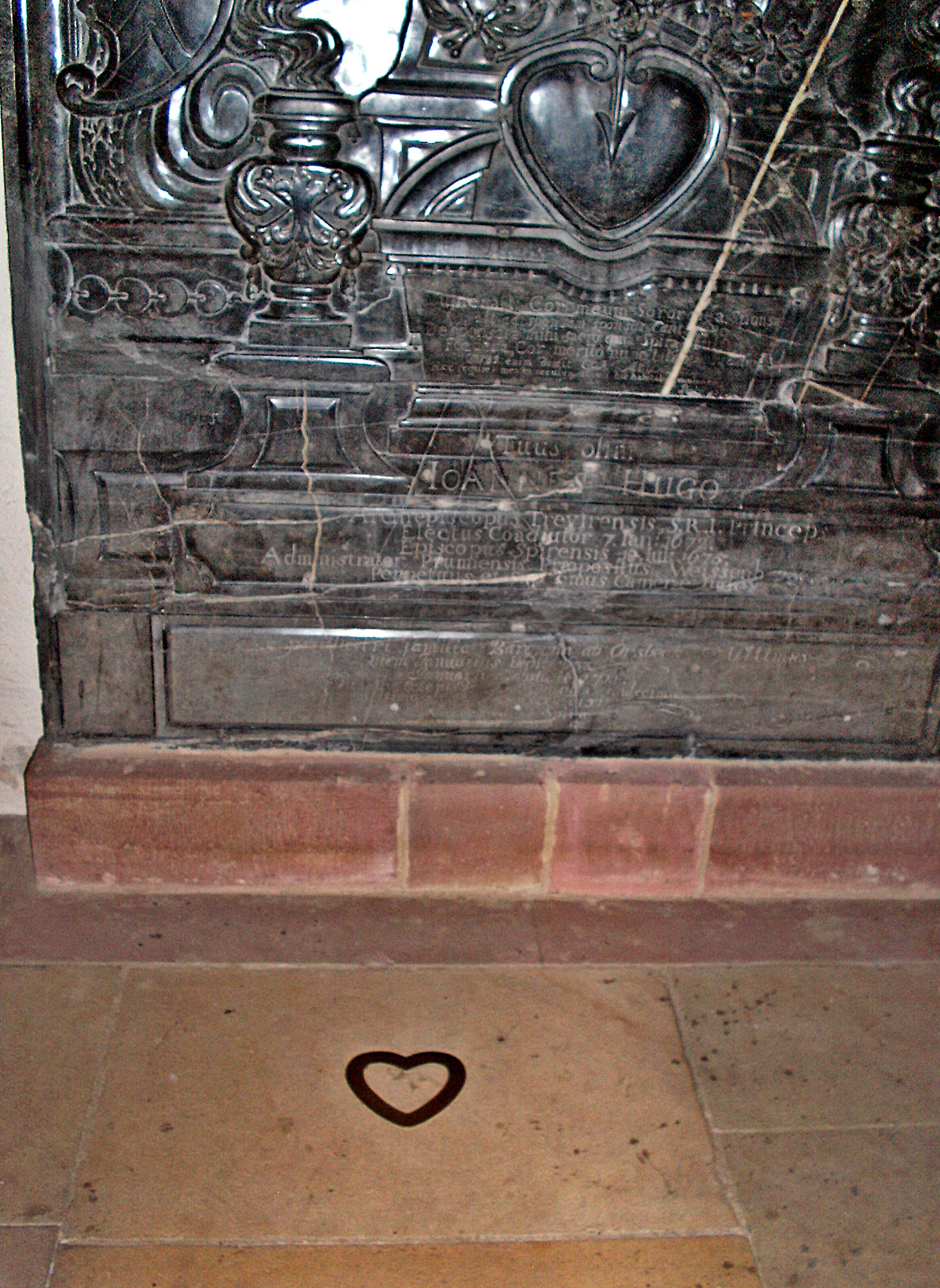
Stèle funéraire de l'évêque dans la chapelle Sainte-Catherine de la cathédrale de Spire.

Jean-Hugo d’Orsbeck (13 ou 30 janvier 1634 au château de Vernich; † 6 janvier 1711 au Château de Philippsburg à Ehrenbreitstein) fut de 1675 à 1711 prince-évêque de Spire et, sous le nom de Jean VIII archevêque de Trèves de 1676 à 1711.

## Biographie

### Ses débuts
Jean-Hugo était le troisième des neuf enfants  du conseiller du duché de Juliers, Wilhelm von Orsbeck, seigneur de Vernich († 1648), et de Katharina von der Leyen († 1673), fille du précepteur princier de l'électeur de Trèves, Damian von der Leyen (1583–1639) et d'Anne-Catherine Waldbott von Bassenheim (1587–1666). Katharina von der Leyen était la sœur de l’évêque de Trèves Charles-Gaspard von der Leyen (1618–1676) et du doyen de l'église métropolitaine de Mayence, Damien-Hartard de la Leyen (1624–1678).
Avec son frère Damian Emmerich (1632–1682), Jean-Hugo fréquenta le lycée de Cologne à partir de 1642, avant de rejoindre les bancs du collège des Jésuites à Mayence en 1648. Il fut reçu comme clerc et tonsuré en 1650. En 1652, les frères Orsbeck s'inscrivirent au fameux Collegium Germanicum de Rome. Jean-Hugo acheva ses études de théologie en 1655 et entreprit un voyage de deux mois à travers l'Italie. Il avait dès ce moment reçu des assurances de la part des chapitres de Trèves (1651) et Spire (1653). En 1655 il obtint une sinécure à Oberdrees (aujourd'hui un faubourg de Rheinbach), puis ue autre en 1656 à Kettig, non loin de Coblence. De 1655 à 1657, le jeune clerc acheva ses études dans les universités de Paris et de Pont-à-Mousson.
En 1658, Orsbeck reçut les ordres mineurs et obtint les charges de chanoine à Spire et Trèves. En 1660 il fut élu doyen de la cathédrale de Spire, puis le 2 janvier 1672 coadjuteur de l'évêque de Trèves et successeur de son oncle Charles-Gaspard von der Leyen. Le 24 mars 1674, Orsbeck fut ordonné prêtre dans la chapelle princière du château de Philippsburg à Ehrenbreitstein.

### L'évêque de Spire et de Trèves
Orsbeck fut élu évêque de Spire le 16 juillet 1675. Mais il venait à peine de prendre ses fonctions que son oncle s'éteignait le 4 juin 1676. Alors l'évêque Orsbeck prit sa succession à Trèves et ne devait plus jamais revenir à Spire, sauf une fois, en 1677, pour un portement de croix. Il appointa le 13 août 1676 le chanoine Henri-Hartard de Raville, qui possédait déjà une charge d'évêque, pour gouverner et veiller en son nom sur l'évêché de Spire. En 1688 il en fit le doyen du chapitre de Spire, puis en 1692 le vicaire-général du diocèse, et ce prélat prit finalement la succession d'Orsbeck en tant qu'évêque de Spire.
Le 1er juin 1676, âgé de seulement 42 ans, Orsbeck montait sur le trône épiscopal de Trèves et accédait par là à la dignité de prince-électeur. Son règne fut marqué par trois conflits européens majeurs, qui ravagèrent ses états déjà très éprouvés par la Guerre de Trente Ans : ce furent successivement les derniers feux de la Guerre de Hollande, menée par le roi de France Louis XIV contre les Provinces-Unies, puis la Guerre de la Ligue d'Augsbourg de 1688 à 1697, l'un des plus violents conflits du temps, et enfin la Guerre de succession d'Espagne (1701-1714).
Afin d'assurer la défense des territoires rhénans, Orsbeck demanda aux chambres souveraines de lever une contribution de 150 000 thalers ; il n'obtint cependant que 86 000 thalers. L'évêché de  Trèves fut d'abord touché par la  Guerre des Réunions, autrement dit l'annexion des terres d'empire par Louis XIV. EN vain, Orsbeck en avait appelé le 22 juin 1680 à l’empereur Léopold Ier : la politique conciliante des autres principautés germaniques vis-à-vis de la France et la faiblesse de l'Empire avaient emporté la décision.
Au cours des mois de juin et juillet 1684, après la conquête du Luxembourg, l'armée française s'empara de la ville de Trèves. Lorsqu’éclata la Guerre de la Ligue d'Augsbourg en 1688, la France envahit l'évêché de Spire et occupa presque entièrement la principauté de Trèves ; il y eut à cette occasion d'importantes destructions. Spire fut presque entièrement anéantie, et les villes de Cochem, Mayen, Wittlich et. furent réduites en cendres. Les échecs répétés des Impériaux laissèrent les territoires de la Rive gauche du Rhin pour longtemps aux mains des Français.
Au cours de cette même guerre, le 24 janvier 1690, l'évêque Orsbeck assista à l'élection comme Roi des Romains de Joseph Ier, le fils de Léopold âgé de seulement 11 ans. En 1692, dans la polémique sur l'élévation du  Hanovre au rang de neuvième principauté électorale, Orsbeck soutint la position de l'Électorat de Cologne et du Palatinat du Rhin, qui s'opposaient à toute extension du collège électoral.
Au début de la guerre de succession d'Espagne, le 8 mai 1702, Orsbeck conclut une alliance avec l'Angleterre et les Provinces-Unies contre la France. Il pensait ainsi assurer la sécurité de ses territoires et celle de la ville de Trèves contre la France, mais cette espérance était trompeuse : dès le mois d’octobre 1702, le général Tallard s'empara de Trèves et d'une partie de l'archevêché, avec de nouveau un saccage du pays. Ce n'est qu'avec la défait française à la bataille de Höchstädt, à la fin d'octobre 1704, que s'amorça une reconquête temporaire.
Le pays est redevable à Orsbeck de sa stabilité économique, de l'abandon de nouvelles souverainetés aux villes, d'une organisation des soins et d'un renouveau général du système d'instruction.

### Apostolat
En tant qu'évêque, Orsbeck fit preuve d'une grande piété personnelle et manifesta au plan spirituels de grandes ambitions, en stimulant la réforme de l’Église. Il favorisa en particulier les Jésuites et les Capucins. À Coblence, il fit reconstruire le lycée et accorda sa protection au collège des Dominicains. Il proclama en 1678 des statuts synodaux pour l'archevêché de Trèves et consigna en 1688 de nouveaux rituels diocésains.
Orsbeck était amateur de Musique et de Théâtre ; mécène, il se fit fabriquer une luxueuse mitre, qu'on peut admirer aujourd'hui au trésor cathédrale de Limbourg. Il ordonna des travaux de confortement de la cathédrale de Spire partiellement détruite et fit reconstruire le château épiscopal attenant. Il fit construire une chapelle pour conserver la bannière arborée par les Capucins à chaque pèlerinage à Bornhofen.
En 1687, la reconstruction du chœur de la cathédrale de Trèves, sur des plans de Johann Wolfgang Frölicher (1652-1700), était achevée. Orsbeck fit adjoindre à l’abside romane une Chambre du Trésor pour y conserver la Sainte Tunique du Christ. On y accède depuis l'intérieur de la cathédrale par deux escaliers menant à une façade-autel. Par cet aménagement, l'archevêque faisait de la relique de la Sainte Tunique le foyer à la fois optique et spirituel de sa cathédrale.
Par suite des conflits incessants qui déchiraient la région sous son apostolat, Orsbeck n'eut que peu de latitude politique mais il donna une impulsion au renouveau spirituel. Le 24 septembre 1710, il fit de l'évêque Charles-Joseph de Lorraine, fils cadet  du duc de Lorraine, son coadjuteur et successeur. Il mourut peu après, au terme de 35 années de règne, qui furent pour l'essentiel des années de guerre. L'évêque ayant eu une vision de son propre trépas lors de l’Épiphanie de 1701 (6 janvier),, il fit consacrer une chapelle aux rois-mages en la cathédrale de Trèves, en demandant qu'on l'y inhume.Il avait demandé qu'on enchâsse son cœur pour qu'il soit déposé dans la cathédrale de Spire.

## Succession apostolique
Johann Hugo von Orsbeck a ordonné les évêques suivants :
- Évêque Maximilian Heinrich von Burmann (de) (1682)
- Évêque Johannes Petrus Verhorst (de) (1688)

## Blason

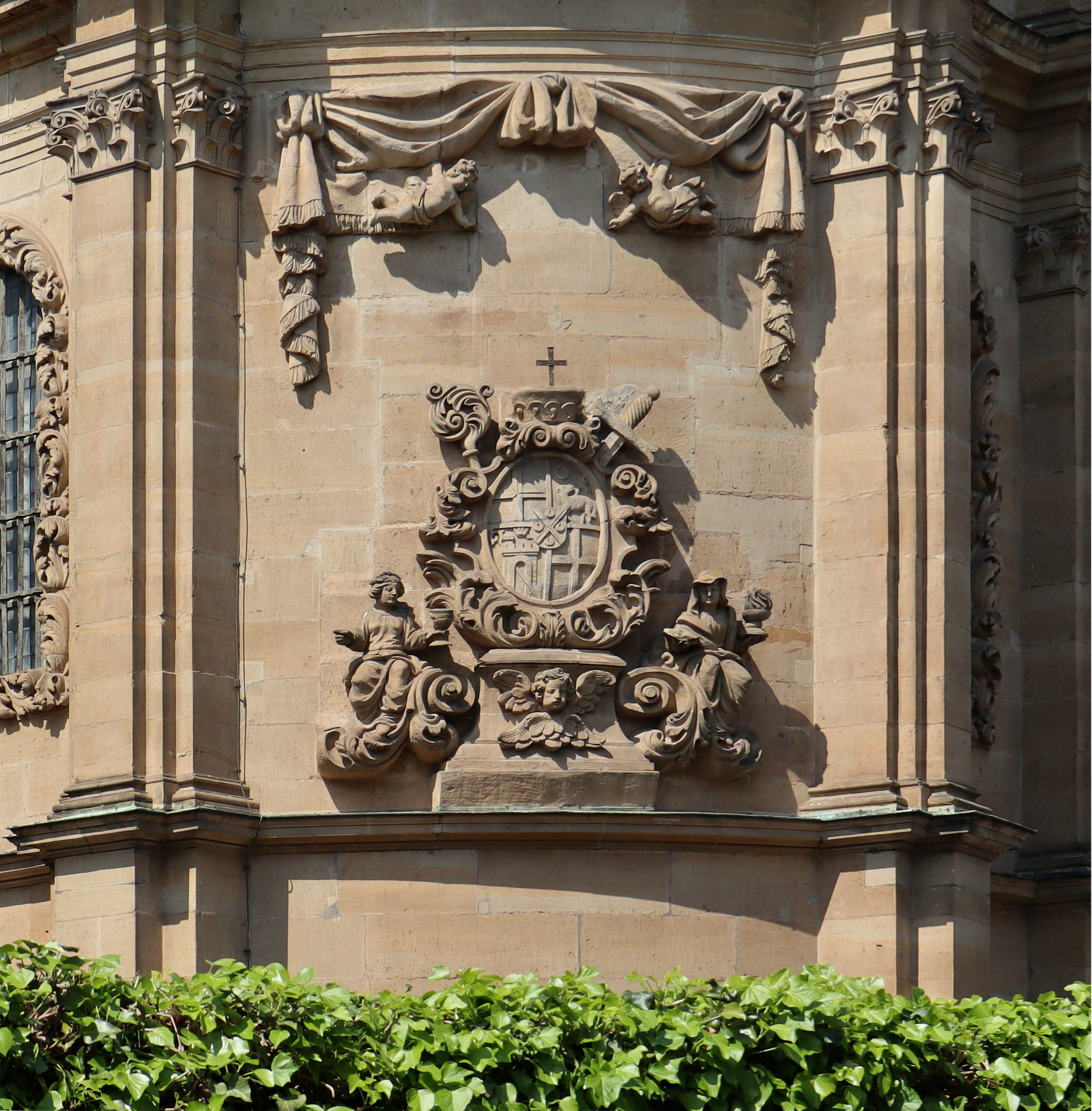
Blason de Johann Hugo von Orsbeck à la Cathédrale Saint-Pierre de Trèves